# Das Dschungelbuch 2
Das Dschungelbuch 2 ist ein US-amerikanischer Zeichentrickfilm aus dem Jahr 2003. Es ist die Fortsetzung des Filmes Das Dschungelbuch. Der Film basiert jedoch nicht auf der Geschichtensammlung Das zweite Dschungelbuch von Rudyard Kipling. Die Geschichte handelt von Mogli, der sich auf den Weg in den Dschungel macht, um seine alten Freunde wiederzutreffen. Obwohl der Film ursprünglich als Direct-to-Video-Produktion erscheinen sollte, kam er trotzdem in die Kinos.

## Handlung
Mogli, das Findelkind, lebt in der Siedlung der Menschen zusammen mit seinen Adoptiveltern und seinem neuen kleinen Bruder Ranjan. Er hat in ihnen eine richtige Familie gefunden. Auch mit dem bezaubernden Mädchen Shanti, das ihn in die Menschensiedlung gelockt hat, hat er Freundschaft geschlossen. Andererseits gibt es aber in dem Dorf auch eine Menge Regeln und Verbote. Die wichtigste Regel besagt, dass sich Kinder nie in die Nähe des Dschungels begeben dürfen. Nach einiger Zeit beginnt Mogli jedoch den Dschungel und besonders seinen Freund, den Bären Balu, zu vermissen.
Balu geht es ähnlich, denn auch er vermisst seinen Freund Mogli. Obwohl ihn der weise Panther Baghira warnt, schleicht sich Balu, gegen die vereinten Kräfte von Colonel Hathi und seiner Elefanten eines Nachts unbemerkt in die Menschensiedlung und nimmt Mogli wieder mit in den Dschungel.
Shanti glaubt an eine Entführung Moglis durch einen wilden Bären und macht sich mit Ranjan auf die Suche nach Mogli. Auch Moglis Erzfeind Shir Khan schleicht im Dschungel umher und will sich an dem Menschenkind rächen. Außerdem ist da noch die Schlange Kaa, die Shanti hypnotisiert, Shanti wird aber von Ranjan gerettet.
Shanti und Ranjan verlaufen sich auf der Suche nach Mogli im Dschungel, finden ihn aber schließlich traurig an einem Baum sitzend. Als kurze Zeit danach Balu dazustößt, erschreckt dieser Shanti zunächst, die ihn noch für einen Feind hält, sodass Shanti und Ranjan wieder weglaufen. Mogli ist wütend auf Balu und verfolgt Shanti. Dabei begibt er sich immer tiefer in den Wald hinein und trifft dort schließlich auf Shir Khan, aber auch Shanti, Ranjan und Balu stoßen wieder dazu. Durch ein Verwirrspiel in einem Tempel gelingt es ihnen Shir Khan zu überlisten und einzusperren. Schließlich kehren sie in die Menschensiedlung zurück, kommen aber immer wieder für kurze Besuche in den Dschungel.

## Produktion und Veröffentlichung
Produziert wurde der Film von den DisneyToon Studios, Walt Disney Animation Australia, Walt Disney Pictures und Walt Disney Television Animation, Regie führte Steve Trenbirth. Das Drehbuch schrieb Karl Geurs, die Musik komponierte Patrick Griffin und für den Schnitt waren Christopher Gee und Peter Lonsdale verantwortlich.
Der Film kam erstmals am 5. Februar 2003 in Frankreich in die Kinos, es folgten Premieren in Dänemark, Norwegen, Schweden und am 9. Februar 2003 in den USA. In Deutschland kam der Film am 27. März 2003 in die Kinos. Walt Disney Studios vertreibt den Film international, auch auf VHS, DVD und Blu-ray.